# Powell (Wyoming)
Powell è un centro abitato (city) degli Stati Uniti d'America, situato nella Contea di Park nello Stato del Wyoming. Nel censimento del 2000 la popolazione era di 5.373 abitanti. Il nome deriva da John Wesley Powell, geologo, esploratore e militare dell'Ottocento.

## Geografia fisica
Secondo i rilevamenti dell'United States Census Bureau, la località di Powell si estende su una superficie di 9,6 km², tutti occupati da terre.

## Popolazione
Secondo il censimento del 2000, a Powell vivevano 5.373 persone, ed erano presenti 1.272 gruppi familiari. La densità di popolazione era di 556,5 ab./km². Nel territorio comunale si trovavano 2.249 unità edificate. Per quanto riguarda la composizione etnica degli abitanti, il 95,44% era bianco, lo 0,13% era afroamericano, lo 0,47% era nativo, lo 0,39% proveniva dall'Asia, il 2,53% apparteneva ad altre razze e l'1,01% a due o più. La popolazione di ogni razza ispanica corrispondeva al 6,81% degli abitanti.
Per quanto riguarda la suddivisione della popolazione in fasce d'età, il 21,0% era al di sotto dei 18, il 18,6% fra i 18 e i 24, il 22,4% fra i 25 e i 44, il 19,5% fra i 45 e i 64, mentre infine il 18,4% era al di sopra dei 65 anni di età. L'età media della popolazione era di 35 anni. Per ogni 100 donne residenti vivevano 85,4 uomini.